# Atanus furcifer
Atanus furcifer är en insektsart som beskrevs av Rauno E. Linnavuori 1959. Atanus furcifer ingår i släktet Atanus och familjen dvärgstritar. Inga underarter finns listade i Catalogue of Life.